# 1519 Каяані
1519 Каяані (1519 Kajaani) — астероїд головного поясу, відкритий 15 жовтня 1938 року.
Тіссеранів параметр щодо Юпітера — 3,133.